# XMM-Newton
XMM-Newton (англ. X-ray Multi-Mirror Mission-Newton (XMM)) — космічний рентгенівський телескоп, втілений у життя Європейським космічним агентством за підтримки NASA.
Запущений в космічний простір в 1999 році. XMM-Newton — одна з найбільш успішних рентгенівських обсерваторій в історії, на основі даних якої, накопичених за роки бездоганної роботи, написано тисячі наукових статей.
Приймає випромінювання в діапазоні 0,2—15 КеВ.
У рамках Міжнародного проекту Віртуальної обсерваторії дані XMM більш ніж річної давнини можуть бути вільно отримані через Internet.
У рамках «Міжнародного року астрономії-2009» телескоп брав участь у проекті «100 годин астрономії», котрий тривав понад чотири дні і ночі, від 2 до 5 квітня 2009 року, і був задіяний в режимі онлайн на веб-порталі «Навколо світу за допомогою 80 телескопів».
В 2022 році телескоп XMM-Newton виконав унікальний знімок квазара SMSS J114447.77-430859.3, який спостерігається між сузір'ями Центавра та Гідри і є найяскравішим квазаром за останні 9 мільярдів років космічної історії.

## Концепція та історія місії
Пропозицію щодо створення «багатодзеркального» рентгенівського телескопа було висунуто в 1982 році, ще до запуску попередника XMM-Newton — EXOSAT (1983 рік). В результаті чого було розроблено XMM-Newton. Місія була офіційно запропонована Комітету з наукових програм ESA в 1984 році та отримала схвалення від Ради міністрів Агентства в січні 1985 року. Того ж року було створено кілька робочих груп, щоб визначити доцільність такої місії. Загальна конфігурація космічного корабля була розроблена до лютого 1987 року, і вона значною мірою спиралася на досвід, отриманий під час місії EXOSAT. У червні 1988 року Європейське космічне агентство схвалило місію. Розробка та будівництво почалося в березні 1996 та березні 1997 років відповідно, а інтеграція та випробування космічного корабля були завершені у вересні 1999 року.
Запуск XMM відбувся 10 грудня 1999 року о 14:32 UTC з Гвіанського космічного центру. XMM був піднятий у космос на борту ракети Ariane 5 і розміщений на високоеліптичній 40-градусній орбіті, яка мала перигей 838 км і апогей 112 473 км. Через сорок хвилин після виходу з верхнього блоку Аріани телеметрія підтвердила наземним станціям, що сонячні батареї космічного корабля успішно розгорнуто. Інженери чекали додаткові 22 години, перш ніж дати команду бортовим двигунам запуститися загалом п’ять разів, що з 10 по 16 грудня змінило орбіту на 7365 × 113 774 км з кутом нахилу 38,9 градусів. Це призвело до того, що космічний корабель здійснює один повний оберт навколо Землі приблизно кожні 48 годин. Активація приладу почалася 4 січня 2000 року, а введення приладу в експлуатацію — 16 січня. Оптичний монітор (OM) вперше засвітився 5 січня, фотонні фотокамери (EPIC) MOS-CCD — 16 січня, EPIC pn-CCD — 22 січня, а спектрометри з відбивною решіткою (RGS) вперше побачили світло 2 лютого. 3 березня розпочався етап калібрування та перевірки продуктивності, і вже 1 червня розпочалися наукові спостереження.
Під час прес-конференції 9 лютого 2000 року ESA представило перші зображення, зроблені XMM, і оголосило, що космічному кораблю було обрано нову назву. У той час програма формально була відома як High Throughput X-ray Spectroscopy Mission. За словами Роджера Боннета, колишнього наукового директора ESA, нова назва відображала б природу програми та засновника галузі спектроскопії, оскільки Ісаак Ньютон винайшов спектроскопію, а XMM — це спектроскопічна місія.
Телескоп розташований майже на третині шляху до Місяця, тож астрономи можуть насолоджуватися довгим безперервним оглядом небесних об’єктів. У перигеї (найбільше зближення) він проходить на висоті 20 000 км над Землею зі швидкістю 24 000 км/год. Ексцентрична робоча орбіта XMM-Newton була обрана таким чином, щоб його інструменти могли працювати за межами радіаційних поясів, що оточують Землю.
XMM-Newton не має бортового сховища, тому всі важливі наукові дані потрібно завантажувати через наземну станцію, щойно вони зібрані. ESOC контролює місію 24/7, 365 днів на рік через живу наземну станцію, оскільки космічний корабель має лише обмежений рівень автоматизації. Проте протягом багатьох років було розроблено багато засобів наземної автоматизації, щоб безпечно та ефективно працювати з апаратом та отримувати якнайкращі наукові результати. Контакт для безперервної взаємодії в режимі реального часу з космічним кораблем майже на всій орбіті забезпечується наземними станціями ESA в Куру та SSC в Сантьяго-де-Чилі.

### Цілі місії
Цілі місії були представлені на семінарі в Данії в червні 1985 року.
Обсяг спостережень XMM-Newton включає виявлення рентгенівського випромінювання від астрономічних об’єктів, детальне дослідження областей зореутворення, дослідження формування та еволюції скупчень галактик, середовища надмасивних чорних дір і картографування таємничої темної матерії.
XMM-Newton також спостерігає рентгенівське випромінювання Марса, Юпітера, Сатурна, кількох комет і екзосфери Землі.

### Тривалість місії
Місія була запланована на 10 років, проте завдяки доброму стану космічного корабля та значній кількості отриманих даних, XMM-Newton отримав декілька розширень тривалості місії від Комітету з наукових програм ESA. Перше розширення відбулося в листопаді 2003 року, і продовжило роботу апарата до березня 2008 року. Друге розширення було затверджено в грудні 2005 року, продовживши роботу телескопа до березня 2010 року. Третє продовження було прийнято в листопаді 2007 року, і передбачало роботу до 2012 року. Також було зазначено, що супутник мав достатньо бортових витратних матеріалів (палива, електроенергії та гарний механічного стан), щоб теоретично продовжити роботу після 2017 року. Четверте розширення в листопаді 2010 року схвалило роботу до 2014 року. П’яте розширення було схвалено в листопаді 2014 року та підтверджено в листопаді 2016 року, продовжуючи роботу до 2018 року. Шосте розширення було схвалено в грудні 2017 року, продовжуючи роботу апарата до кінця 2020 року. Сьоме розширення було схвалено в листопаді 2018 року, і продовжило роботу до кінця 2022 року. Восьме розширення було схвалено в березні 2023 року, продовжуючи діяльність до кінця 2026 року з орієнтовним продовженням до 2029 року.
Апарат був розроблений для збору даних на період принаймні десяти років, але вже працює набагато довше. Оскільки супутник та його інструменти працюють чудово без серйозних погіршень, науковці сподіваються працювати з ним ще й наступне десятиліття, єдиним обмеженням є запас гідразинового палива. Зараз місія перебуває у «розширеній фазі роботи». Технічно обсерваторія наразі має достатньо ресурсів для роботи до 2031 року, забезпечуючи європейську рентгенівську спільноту високоякісними найсучаснішими даними до запуску наступної місії Athena (запланований на 2035 рік). Можливо XMM-Newton навіть буде летіти паралельно з Athena протягом деякого часу, щоб створити плавну передачу калібрування.

## Космічний апарат
XMM-Newton — це найбільший супутник для наукових досліджень, коли-небудь побудований в Європі. XMM-Newton — це космічний телескоп довжиною 10,8 м і шириною 16,16 м (враховуючи розгорнуті сонячні батареї). На момент запуску він важив 3764 кг. Форма телескопа базується на фокусній відстані 7,5 м і необхідності відповідати параметрам носія Аріан 5.
Космічний корабель має приблизно циліндричну форму і складається з чотирьох основних компонентів. На передній частині космічного корабля розташована платформа Mirror Support Platform, яка підтримує вузли рентгенівського телескопа та системи решіток, оптичний монітор і два пристрої відстеження зірок. Навколо цього компонента знаходиться службовий модуль, який містить різні системи підтримки космічного корабля: комп’ютерні та електричні шини передачі даних, витратні матеріали (наприклад, паливо та охолоджувач), сонячні батареї, телескоп Sun Shield і дві антени S-діапазону. За цими пристроями знаходиться телескопічна труба, порожниста конструкція з вуглецевого волокна довжиною 6,8 м, яка забезпечує точну відстань між дзеркалами та обладнанням для спостереження. У цій частині також розміщено обладнання для дегазації на зовнішній стороні, яке допомагає видалити будь-які забруднення з внутрішньої частини супутника. У кормовій частині космічного корабля знаходиться вузол фокальної площини, який підтримує платформу фокальної площини (що містить камери та спектрометри), а також вузли обробки даних, розподілу електроенергії та блоки радіаторів.
Серцем місії є рентгенівський телескоп. Окрім того,  XMM-Newton має звичайний чутливий телескоп (ОМ) для спостереження того ж розрізу неба в ультрафіолеті та видимому світлі щоб астрономи точно знали що спостерігає супутник.
У високотехнологічній конструкції XMM-Newton використовується понад 170 тонких, як пластина, циліндричних дзеркал, розташованих у трьох телескопах. На момент запуску телескопа його дзеркала були найчутливішими з будь-коли розроблених у світі, а завдяки чутливим детекторам він міг бачити набагато більше, ніж будь-який попередній рентгенівський супутник.
На борту містить такі прилади: дві метал-оксид силіконові камери MOS для побудови зображень, PN камеру, спектрометр RGS для побудови спектрів в діапазоні до двох КеВ і оптичний монітор.
Конструкція космічного корабля, призначена в першу чергу для того, щоб гарантувати його цілісність та необхідну термопружну стабільність на орбіті за будь-яких навантажень. У випадку з XMM-Newton це призвело до вибору композитів з вуглецевого волокна з надвисоким модулем (низьке теплове розширення) для основних структурних елементів. Перевагою цього матеріалу є його дуже високий модуль пружності, який обмежує структурну масу для такої конструкції, яка також розрахована на жорсткість.

## Інструменти

### Європейські фотонні фотокамери
Три європейські фотонні фотокамери (European Photon Imaging Cameras, EPIC) є основними інструментами на борту XMM-Newton. Система складається з трьох камер, серцем яких є прилади із зарядовим зв’язком ПЗЗ (Charge-coupled device, CCD), які реєструють і записують енергію вхідних рентгенівських фотонів. У двох камерах використовуються ПЗЗ-матриці з оксиду металу MOS, а в третій використовується ПЗЗ нового типу pn. Камери EPIC пропонують можливість виконувати надзвичайно чутливі спостереження зображення із загальним полем зору 30 кутових хвилин і діапазоном енергетичної чутливості від 0,15 до 15 кеВ (від 82,7 до 0,83 ангстрем). Кожна камера містить шестипозиційний оптичний фільтр з трьома типами прозорих для рентгенівського випромінювання фільтрів, у повністю відкритому та повністю закритому положенні; кожна також містить радіоактивне джерело, яке використовується для внутрішнього калібрування. Камерами можна незалежно керувати в різних режимах, залежно від необхідної чутливості зображення та швидкості, а також від інтенсивності цілі.
Дві камери MOS-CCD використовуються для виявлення рентгенівського випромінювання низької енергії. Кожна камера складається з семи кремнієвих чіпів (один у центрі та шість навколо нього), причому кожен чіп містить матрицю 600 × 600 пікселів, що забезпечує загальну роздільну здатність камери приблизно 2,5 мегапікселя. Як зазначалося вище, кожна камера має великий сусідній радіатор, який охолоджує прилад до робочої температури -120 °C (-184 °F). Вони були розроблені та побудовані Центром космічних досліджень Лестерського університету та EEV Ltd.
Камера pn-CCD використовується для виявлення високоенергетичних рентгенівських променів і складається з одного кремнієвого чіпа з дванадцятьма окремими вбудованими CCD. Кожен CCD має розмір 64 × 198 пікселів із загальною місткістю 152 000 пікселів. На момент створення камера pn-CCD на XMM-Newton була найбільшим подібним пристроєм, який коли-небудь створювався, з чутливою площею 36 см2 (5,6 кв. дюймів). Радіатор охолоджує камеру до -90 °C (-130 °F). Цю систему створили Астрономічний інститут Тюбінгена, Інститут позаземної фізики Макса Планка та PNSensor у Німеччині.
Система EPIC записує три типи даних про кожне рентгенівське випромінювання, яке виявляють камери CCD:
- Час надходження рентгенівського випромінювання дозволяє вченим розробити криві блиску, які проектують кількість рентгенівських променів, які надходять з часом, і показують зміни в яскравості мішені.
- Місце, де рентгенівський промінь потрапляє на сенсор камери, дає змогу створити зображення, яке дозволяє астрономам точно побачити, звідки в космосі походять рентгенівські промені.
- Також можна виявити кількість енергії, яку переносить рентгенівське випромінювання, що допомагає вченим зрозуміти фізичні процеси, що відбуваються в цілі. Астрономи можуть безпосередньо виміряти такі величини, як температуру, кількість рентгенівських променів, поглинених проміжним газом, які хімічні атоми присутні, і багато іншого – усе це дивлячись на енергію вхідного рентгенівського випромінювання[33].

### Спектрометри з відбивною решіткою
Спектрометри з відбивними решітками (Reflection Grating Spectrometers, RGS) складаються з двох камер у фокальній площині та пов’язаних із ними матриць відбивних решіток. Ця система використовується для створення рентгенівських спектральних даних і може визначати елементи, присутні в мішені, а також температуру, кількість та інші характеристики цих елементів. Система RGS працює в діапазоні від 2,5 до 0,35 кеВ (від 5 до 35 ангстрем), що дозволяє виявляти вуглець, азот, кисень, неон, магній, кремній і залізо.
Кожна камера фокальної площини складається з дев’яти пристроїв MOS-CCD, встановлених у ряд і слідуючи кривій, яка називається колом Роуленда. Кожна ПЗЗ-матриця містить 384 × 1024 пікселів із загальною роздільною здатністю понад 3,5 мегапікселя. Загальна ширина та довжина ПЗЗ-матриці були продиктовані розміром спектру RGS та діапазону довжин хвиль відповідно. Кожна матриця ПЗЗ оточена відносно масивною стінкою, що забезпечує теплопровідність і захист від радіації. Двоступеневі радіатори охолоджують камери до робочої температури -110 °C (-166 °F). Системи камер були створені спільними зусиллями SRON, Інституту Пауля Шеррера та Лабораторії космічної науки ім.Малларда, а EEV Ltd і Contraves Space надали обладнання.
Матриці відбивних решіток (Reflection Grating Arrays, RGA) прикріплені до двох основних телескопів. Вони дозволяють приблизно 50% вхідного рентгенівського випромінювання безперешкодно проходити до системи EPIC, а інші 50% перенаправляти на камери фокальної площини. Кожна RGA була розроблена таким чином, щоб містити 182 ідентичні гратки (насправді одна з двох RGA містить 181 решітку через проблему, виявлену під час встановлення). Оскільки дзеркала телескопа сфокусували рентгенівські промені, так щоб вони зійшлися у фокальній точці, кожна решітка має однаковий кут падіння, і, як і у випадку з камерами фокальної площини, кожна матриця решіток відповідає колу Роуленда. Ця конфігурація мінімізує фокусні аберації. Кожна решітка розміром 10 × 20 см (4 × 8 дюймів) складається з підкладки з карбіду кремнію товщиною 1 мм (0,039 дюйма), покритої золотою плівкою щільністю 2000 ангстрем (7,9 × 10-6  дюймів), і підтримується п'ятьма берилієвими ребрами жорсткості. Решітки містять велику кількість борозен, які власне і здійснюють відхилення рентгенівського випромінювання; кожна решітка містить в середньому 646 борозен на міліметр. RGA були побудовані Колумбійським університетом.

### Оптичний монітор
Оптичний монітор (OM) — це 30 см (12 дюймів) оптичний/ультрафіолетовий телескоп Річі-Кретьєна, розроблений для забезпечення одночасних спостережень разом із рентгенівськими інструментами космічного корабля. OM має чутливість від 170 до 650 нанометрів площею 17 кутових хвилин, вирівняному з центром поля зору рентгенівського телескопа. Він має фокусну відстань 3,8 м (12 футів) і фокусне співвідношення ƒ/12,7.
Прилад складається з телескопічного модуля, що містить оптику, детектори, електроніку обробки детектора та джерело живлення; і окремого цифрового електронного модуля, що містить блок керування приладом і блоки обробки даних. Вхідне світло спрямовується на одну з двох повністю резервованих систем сповіщувачів. Світло проходить через світлофільтр з 11 положеннями (один непрозорий для блокування світла, шість широкосмугових фільтрів (U, B, V, UVW1, UVM2 і UVW2), один фільтр білого світла, одна лупа та дві гризми (УФ і оптичну)), потім через підсилювач, який посилює світло в мільйон разів, а потім на датчик CCD. CCD має розмір 384 × 288 пікселів, з яких 256 × 256 пікселів використовуються для спостереження; кожен піксель додатково розділяється на 8 × 8 пікселів, у результаті чого кінцевий продукт має розмір 2048 × 2048. Оптичний монітор був створений Лабораторією космічної науки ім.Малларда за участі організацій із Сполучених Штатів і Бельгії.

## Телескопи

Фокусування рентгенівського випромінювання з косим відображенням в оптичній системі Wolter Type-1.

Системи EPIC і RGS живлять три телескопи, які розроблені спеціально для направлення рентгенівського випромінювання на основні інструменти космічного корабля. Компоненти телескопів включають (від передньої до задньої частини) дверцята вузла дзеркала, вхідні та рентгенівські перегородки, дзеркальний модуль, дефлектор електронів, матрицю відбивних решіток (лише в двох із трьох телескопів) і вихідну перегородку, яка забезпечує відповідне теплове середовище.
Кожен телескоп складається з 58 циліндричних, вкладених один в одного дзеркал Wolter Type-1, розроблених Media Lario з Італії, кожне довжиною 600 мм (24 дюйми) і діаметром від 306 до 700 мм (12,0 до 27,6 дюймів), створюючи загальну площу збору в 4425 см2 (686 кв. дюймів) при 1,5 кеВ і 1740 см2 (270 кв. дюймів) при 8 кеВ. Фокусна відстань телескопа становить 7,5 м, а роздільна здатність становить 5 кутових секунд (повна ширина наполовину максимум), 14 кутових секунд (половина ширини енергії) на всіх довжинах хвиль. Дзеркала мають товщину від 0,47 мм (0,02 дюйма) для самого внутрішнього дзеркала до 1,07 мм (0,04 дюйма) для крайнього зовнішнього дзеркала, а відстань між кожним дзеркалом коливається від 1,5 до 4 мм (0,06 до 0,16 дюйма) від внутрішнього до зовнішнього. Кожне дзеркало було виготовлено шляхом осадження 250 нм шару золота, що відбиває поверхню, на високополіровану алюмінієву оправку з подальшим електроформуванням монолітного нікелевого опорного шару на золоті. Готові дзеркала були вклеєні в канавки павука з інконелю, який утримує їх у межах п’ятимікронного допуску, необхідного для досягнення адекватної роздільної здатності рентгенівського випромінювання. Оправки були виготовлені компанією Carl Zeiss AG, а електроформування та остаточне складання виконала Media Lario за участі Kayser-Threde.

## Підсистеми

### Система контролю орбіти
Контроль орієнтації космічного корабля за трьома осями забезпечується системою контролю орбіти (AOCS - the Attitude & Orbit Control System), що складається з чотирьох реакційних коліс, чотирьох інерційних вимірювальних блоків, двох зоряних трекерів, трьох точних датчиків Сонця (FSS - Fine Sun Sensor) та трьох датчиків спостереження за Сонцем. AOCS надала компанія Matra Marconi Space зі Сполученого Королівства.
Орієнтація, траєкторія та керування орбітою космічного корабля забезпечується вісьмома 20N (4,5 фунт-сили) гідразиновими двигунами у двох резервних наборах. Для кожного підвищення перигею один набір активується, інший залишається як резервний. Усі чотири двигуни працюють одночасно, забезпечуючи не тільки збільшення швидкості, але й підтримку орієнтації XMM-Newton. Гідразинові двигуни були побудовані DASA-RI з Німеччини.
AOCS було оновлено в 2013 році за допомогою виправлення програмного забезпечення («4WD»), щоб контролювати положення за допомогою 3 основних реакційних коліс плюс 4-е запасне колесо, яке не використовувалося з моменту запуску, з метою економії палива для продовження терміну служби космічного корабля. У 2019 році прогнозувалося, що палива вистачить до 2030 року.

### Системи живлення
Первинне живлення для XMM-Newton забезпечується двома фіксованими сонячними батареями. Масиви складаються з шести панелей розміром 1,81 × 1,94 м (5,9 × 6,4 футів) загальною площею 21 м2 (230 кв. футів) і масою 80 кг (180 фунтів). На момент запуску вони забезпечували 2200 Вт потужності, а після десяти років експлуатації очікувалося 1600 Вт. Розгортання кожного масиву займало чотири хвилини. Сонячні батареї були надані Fokker Space з Нідерландів.
Для покриття періодів затемнень, коли XMM-Newton проходить в тіні Землі, живлення забезпечується двома нікель-кадмієвими батареями ємністю 24 А·год і вагою 41 кг (90 фунтів) кожна. Батареї були надані SAFT з Франції.

### Система радіаційного моніторингу
Камери супроводжуються системою радіаційного моніторингу EPIC (EPIC radiation monitor system, ERMS), яка вимірює радіаційне середовище навколо космічного корабля; зокрема, навколишній потік протонів і електронів. Це забезпечує попередження негативних наслідків опромінювання, дозволяючи автоматично відключати чутливі CCD-матриці камер та відповідну електроніку. ERMS був створений Centre d'Etude Spatiale des Rayonnements у Франції.

### Камери візуального спостереження
Камери візуального моніторингу (Visual Monitoring Cameras, VMC) на космічному кораблі були додані для моніторингу розгортання сонячних батарей і сонцезахисного екрану, а також надали зображення моменту пострілу сопла двигунів, що працюють і викидають газ з труби телескопа з високою швидкістю. Детальний аналіз цих знімків допоміг інженерам-розробникам краще візуалізувати розширення газової хмари на виході з двигунів. Дві VMC були встановлені на вузлі фокальної площини з перспективою. Перша — FUGA-15, чорно-біла камера з широким динамічним діапазоном і роздільною здатністю 290 × 290 пікселів. Друга — IRIS-1, кольорова камера зі змінним часом експозиції та роздільною здатністю 400 × 310 пікселів. Обидві камери мають розміри 6 × 6 × 10 см (2,4 × 2,4 × 3,9 дюйма) і вагу 430 г (15 унцій). Вони використовують активні піксельні датчики, технологію, яка була новою на момент розробки XMM-Newton. Камери були розроблені OIC-Delft та IMEC, обидві з Бельгії.

## Наземні системи
Контроль місії XMM-Newton розташований у Європейському центрі управління космічними польотами (European Space Operations Centre, ESOC) у Дармштадті, Німеччина. Дві наземні станції, розташовані в Перті (Австралія) та Куру (Французька Гвіана), використовуються для підтримки безперервного контакту з космічним кораблем протягом більшої частини його орбіти. Резервні наземні станції розташовані у Віллафранка-дель-Кастільо (Іспанія), Сантьяго (Чилі) та Донгара (Австралія). Оскільки XMM-Newton не містить бортового сховища даних, наукові дані передаються на ці наземні станції в режимі реального часу.
Потім дані пересилаються до Науково-оперативного центру Європейського центру космічної астрономії (European Space Astronomy Centre, ESAC) у Віллафранка-дель-Кастільо, Іспанія, який керує запитами на спостереження, отримує, обробляє та розповсюджує дані XMM-Newton з березня 2012 року. Дані архівуються в Науковому центрі даних ESAC і розподіляються в дзеркальні архіви у Центрі космічних польотів Годдарда та науковому центрі XMM-Newton Survey Science Center (SSC), консорціум із 10 європейських інститутів, в Інституті досліджень астрофізики та планетології. З 1996 по 2013 роки Науковим центром Survey Science Center (SSC) керував професор Майк Уотсон у Лестері. З 2013 року SSC керівництво було передано Наталі Вебб у Тулузі.

## Спостереження та відкриття
Космічна обсерваторія була використана для виявлення скупчення галактик XMMXCS 2215-1738, розташованого на відстані 10 мільярдів світлових років від Землі.
Об’єкт SCP 06F6, відкритий космічним телескопом Хаббла у лютому 2006 року, був спостережений XMM-Newton на початку серпня 2006 року, і, вірогідно, показав рентгенівське світіння навколо нього на два порядки яскравіше, ніж у наднових зірок.
У червні 2011 року команда з Університету Женеви, Швейцарія, повідомила, що XMM-Newton побачила спалах, який тривав чотири години з піковою інтенсивністю, що в 10 000 разів перевищувала звичайну швидкість, за результатами спостереження Supergiant Fast X-ray Transient IGR J18410-0535, де блакитна надгігантська зірка викинула шлейф матерії, який частково поглинув менший супутник нейтронної зірки з супутнім рентгенівським випромінюванням.
У лютому 2013 року було оголошено, що XMM-Newton разом із NuSTAR вперше виміряли швидкість обертання надмасивної чорної діри, спостерігаючи чорну діру в ядрі галактики NGC 1365. У той же час він підтвердив модель, яка пояснює спотворення рентгенівського випромінювання, що випускається чорною дірою.
У лютому 2014 року окремі аналізи вилучили зі спектру рентгенівського випромінювання, спостережуваного XMM-Newton, монохроматичний сигнал близько 3,5 кеВ. Цей сигнал надходить від різних скупчень галактик, і кілька сценаріїв темної матерії можуть виправдати таку лінію. Наприклад, кандидат з енергією 3,5 кеВ, що анігілює на 2 фотони, або частинка темної матерії з енергією 7 кеВ, що розпадається на фотон і нейтрино.
На 2021 рік одне з найбільших рентгенівських досліджень із використанням космічної обсерваторії XMM-Newton Європейського космічного агентства нанесло на карту майже 12 000 джерел рентгенівського випромінювання в трьох великих областях неба. Джерела рентгенівського випромінювання представляють собою активні галактичні ядра та скупчення галактик, а огляд фіксує зростання надмасивних чорних дір у ядрах цих галактик. Це рентгенівське дослідження доповнює попередні рентгенівські дослідження, дозволяючи дослідникам картографувати активні галактичні ядра в широкому діапазоні космічних середовищ. 